# IBM RAMAC 305
 (mars 2013).
Si vous disposez d'ouvrages ou d'articles de référence ou si vous connaissez des sites web de qualité traitant du thème abordé ici, merci de compléter l'article en donnant les références utiles à sa vérifiabilité et en les liant à la section « Notes et références ».

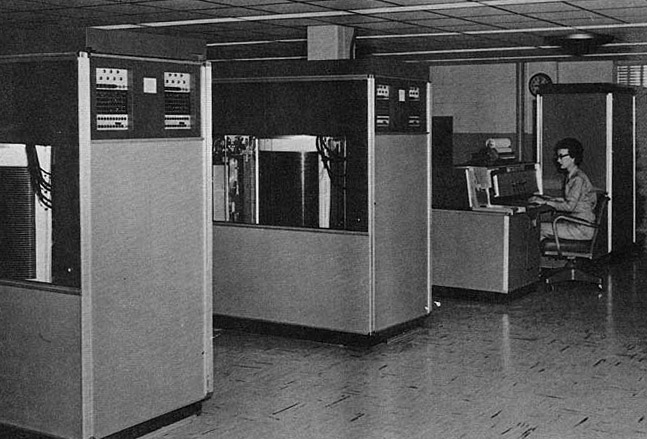
RAMAC 305 à l’arsenal de Red River de l’U.S. Army. Au premier plan : deux unités de disques RAMAC 350 ; au fond : console 380 et unité de calcul 305.

L’IBM RAMAC 305 (RAMAC pour Random Access Method of Accounting and Control, en anglais) est le premier ordinateur à disque dur (l’IBM 350) commercialisé en septembre 1956 par IBM.
Il s'agissait d'un ordinateur à usage général, qui permettait d'enregistrer des transactions et de refléter les modifications dans les comptes correspondants. Le système était composé des éléments suivants :
- Unité de traitement IBM 305
- Imprimante IBM 370
- Perforatrice de cartes IBM 323
- Console IBM 380
- Alimentation IBM 340
- Disque dur IBM 350 (Capacité 5 Mo)

## Unité de traitement IBM 305
L'unité de traitement est l'élément central du RAMAC 305. Elle est basée sur un tambour de traitement magnétique sur lequel est stocké le programme à exécuter. Le programme écrit d'abord sur des cartes perforées puis inscrit les données sur le tambour (magnetic process drum).

## Disque dur IBM 350

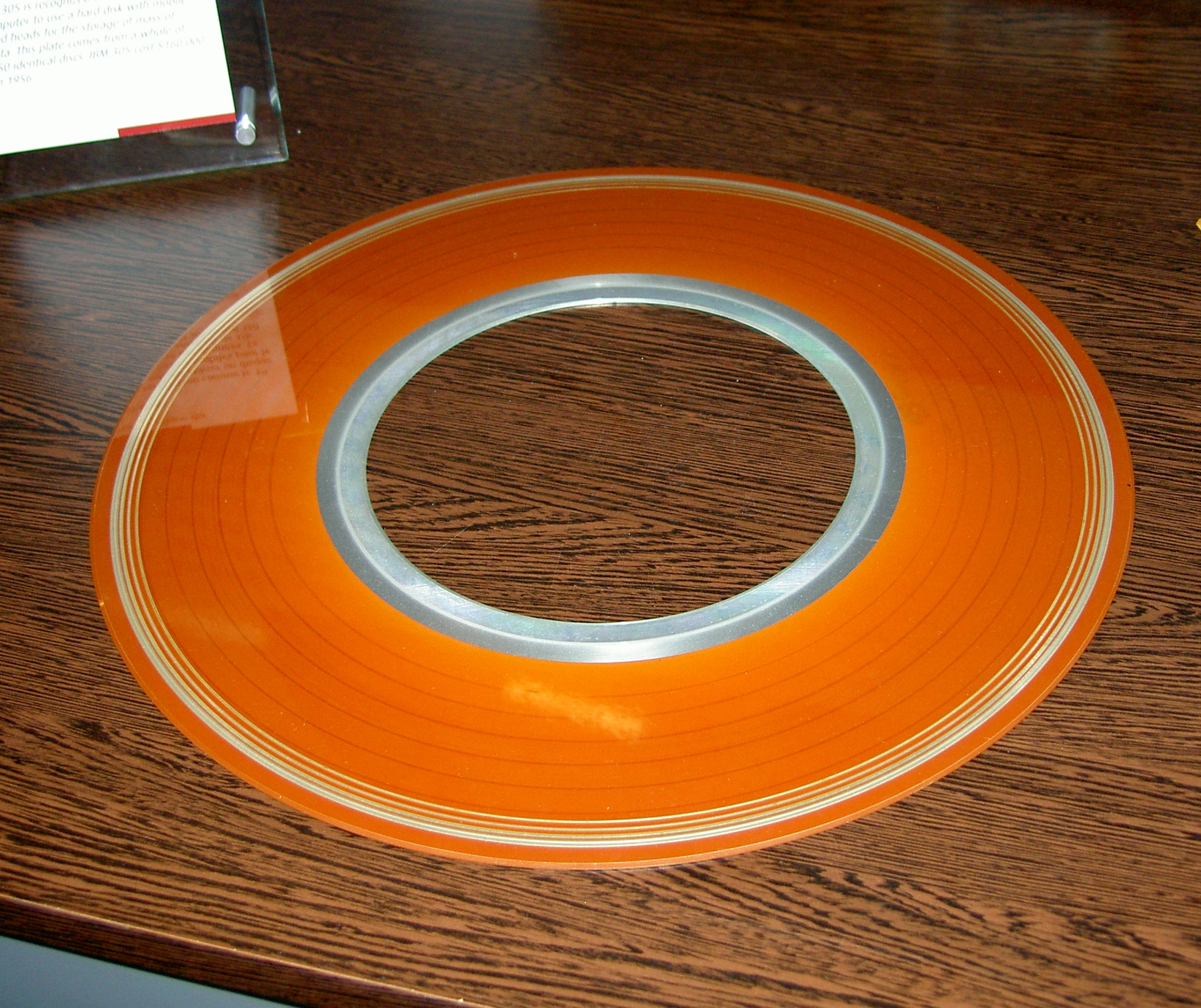
Un des plateaux d’un RAMAC 350.

L’IBM 350, le premier disque dur, utilisait 50 plateaux (disques) d’un diamètre de 24 pouces (environ 60 cm) en métal, tournant à 1 200 tr/min, avec 100 pistes par face. Deux têtes de lecture/écriture pouvaient se déplacer d’un plateau à un autre en moins d’une seconde. Sa capacité en données était d’environ 5 Mo et le débit de 8,8 ko/s ; son prix était de 50 000 $ US. Ce géant pesait plus d’une tonne et sa taille était équivalente à deux grands réfrigérateurs. Commercialisé à partir du 14 septembre 1956, il s’en est vendu plus d’un millier d’exemplaires en cinq ans.